# San Miguel (Piura)
San Miguel es una localidad peruana ubicada en el distrito de Piura, perteneciente a la provincia y departamento homónimo, al norte del Perú. 

## Ubicación
San Miguel se ubica al oeste de la provincia de Piura, en el distrito de Piura, en el departamento de Piura.

## Demografía
En 2017 San Miguel tenía una población de 35 habitantes.
| Gráfica de evolución demográfica de San Miguel entre 1993 y 2017 |
|                                                                  |
| Fuentes: Población 1993 y 2017                                   |